# Orchomenella (Orchomenopsis) hiata
Orchomenella (Orchomenopsis) hiata is een vlokreeftensoort uit de familie van de Lysianassidae. De wetenschappelijke naam van de soort is voor het eerst geldig gepubliceerd in 1983 door Andres.